# Samuel de Lange
Samuel de Lange (født 22. februar 1840, død 7. juli 1911), var en hollandsk musiker, broder til Daniel de Lange.
de Lange studerede musik i Tyskland og uddannede sig særlig til orgelvirtuos, i hvilken egenskab han 1863 blev lærer i Rotterdam ved "Maatschappij tot bevordering van Toonkunst". Senere virkede de Lange i lignende stillinger i Basel og Köln og i Haag, fra 1893 til sin død ved Stuttgarts konservatorium. de Lange har skrevet en række orgelsonater, en symfoni, en cellokoncert, et oratorium og en del kammermusik.